# Vladimir Gaidamașciuc
Vladimir Gaidamașciuc (n. 11 iunie 1971) este un fost fotbalist internațional moldovean, care a jucat pe postul de mijlocaș la mai multe cluburi din Republica Moldova, Ucraina și Rusia. El a jucat 45 de meciuri la echipa națională de fotbal a Moldovei, marcând un gol.

## Palmares

### Club
Tiligul-Tiras Tiraspol
- Cupa Moldovei: 1995

Sheriff Tiraspol
- Cupa Moldovei: 1999
- Divizia Națională

Vice-campion: 1999–2000